# Karoline Leavitt
Karoline Claire Leavitt (Atkinson, Nova Hampshire, 24 de agosto de 1997) é uma porta-voz política estadunidense que atua como a 36ª secretária de imprensa da Casa Branca durante a segunda presidência de Donald Trump desde 2025. Membro do Partido Republicano, ela foi candidata malsucedida ao 1º distrito congressional de Nova Hampshire na eleição de 2022. 
Leavitt estudou política e comunicação no Saint Anselm College, onde escreveu para o jornal da escola e fundou um clube de radiodifusão. Estagiou no Escritório de Correspondência Presidencial da Casa Branca e, posteriormente, tornou-se diretora associada. Em junho de 2020, Leavitt tornou-se secretária de imprensa assistente da Casa Branca. Após a derrota de Donald Trump nas eleições presidenciais de 2020, tornou-se diretora de comunicação da congressista de Nova York Elise Stefanik. 
Em julho de 2021, Leavitt anunciou sua campanha para a Câmara dos Representantes dos Estados Unidos pelo primeiro distrito congressional de Nova Hampshire. Ela se estabeleceu como uma candidata pró-Trump. Leavitt venceu as primárias republicanas, embora tenha perdido para o atual presidente democrata, Chris Pappas. Atuou como porta-voz da MAGA Inc., o super PAC de Trump, e tornou-se secretária de imprensa para sua campanha presidencial de 2024.
Em novembro de 2024, o então presidente eleito Donald Trump nomeou Leavitt como sua secretária de imprensa na Casa Branca. Ela é a pessoa mais jovem a ocupar o cargo na história dos EUA.

## Infância e educação (1997–2019)

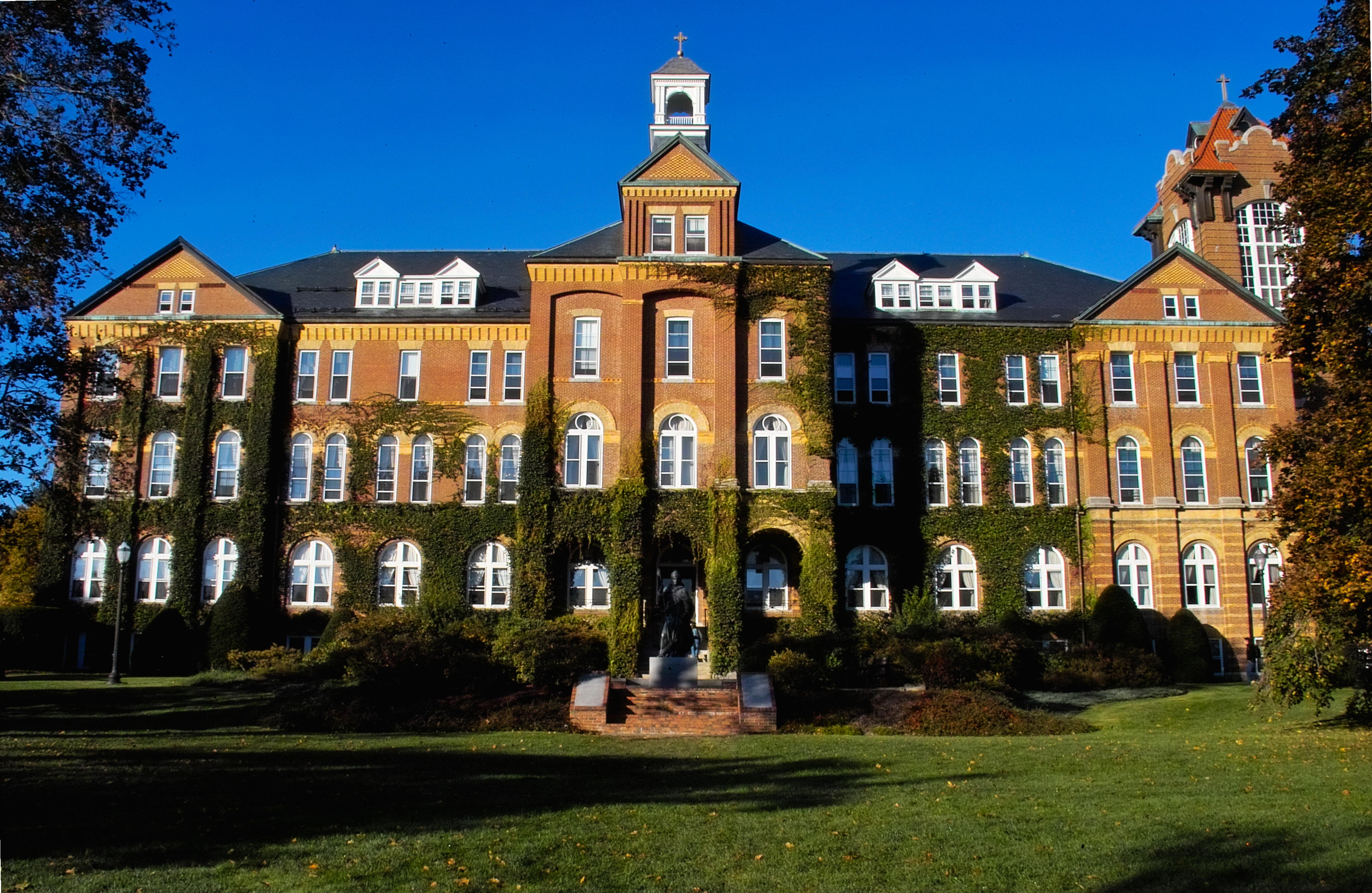
Saint Anselm College, onde Leavitt estudou (foto de 2010)

Karoline Claire Leavitt nasceu em 24 de agosto de 1997, em Atkinson, Nova Hampshire. Ela era a quarta e mais nova filha de Bob e Erin Leavitt. Sua família possui uma barraca de sorvetes em Atkinson e seu pai possui uma concessionária de caminhões usados em Plaistow. Leavitt estudou na Central Catholic High School, uma escola católica particular em Lawrence, Massachusetts. Ela jogou softbol e foi nomeada All-Star do Eagle-Tribune em 2014 e 2015. Em entrevistas, ela creditou sua educação católica romana como formativa para sua espiritualidade e como incutiu nela certos costumes, incluindo fé, família, disciplina, a importância do serviço público e valores pró-vida.
Leavitt começou a frequentar o Saint Anselm College em 2015, onde recebeu uma bolsa para jogar softbol e se formou em comunicação e fez uma especialização em ciência política. Ela estagiou na NBC Sports Boston, mas depois mudou para o jornalismo político. Leavitt se envolveu com o Instituto de Política de Nova Hampshire em seu segundo ano; como embaixadora do instituto, ela estagiou para um senador dos Estados Unidos e para a WMUR. No final de seu segundo ano, ela desistiu do softbol. Leavitt se candidatou a um estágio na Fox News, mas depois estagiou como redatora para o Escritório de Correspondência Presidencial da Casa Branca, escrevendo cartas e notas em nome do presidente. Leavitt fundou o clube de radiodifusão de Saint Anselm e escreveu para seu jornal, o Saint Anselm Crier. Mais tarde, ela se descreveu como a "conservadora simbólica" no campus, e seus escritos refletiam um ponto de vista conservador. Após a posse de Donald Trump, Leavitt elogiou a "transferência pacífica de poder" nos Estados Unidos. Em um artigo de opinião para o Crier em 2016, ela afirmou que a mídia era "francamente desonesta" e "injusta, desleal e, às vezes, simplesmente falsa". Leavitt se formou em 2019, tornando-se a primeira pessoa de sua família a se formar na faculdade.

## Carreira

### Secretária de imprensa assistente da Casa Branca (2019–2021)

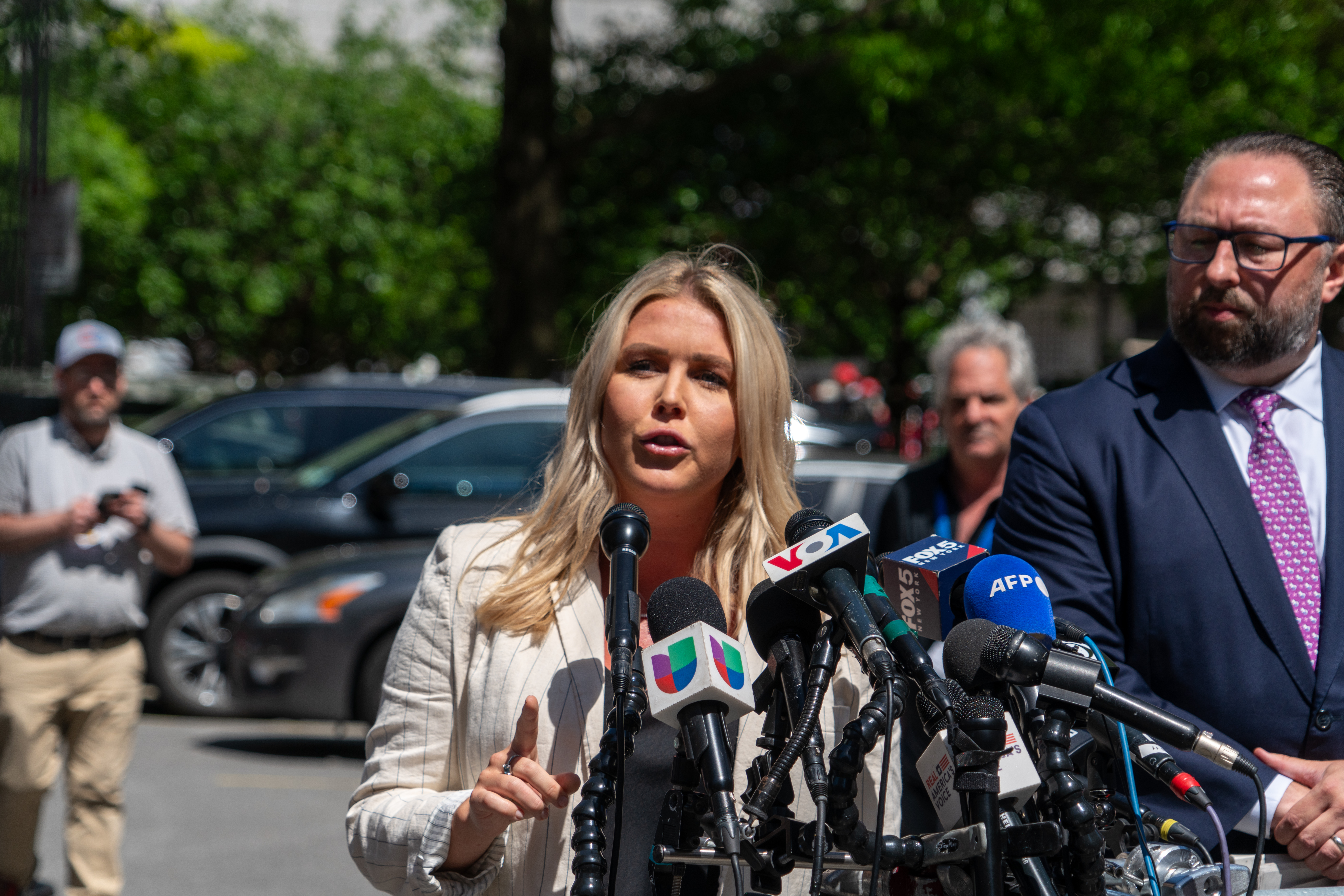
Leavitt discursando para a imprensa durante o julgamento criminal de Donald Trump em Nova York

Após a formatura, Leavitt recebeu uma oferta de emprego em tempo integral no Escritório de Correspondência Presidencial da Casa Branca, respondendo a cartas enviadas ao presidente; em junho de 2020, ela era diretora associada. Naquele mês, ela foi nomeada secretária de imprensa assistente da Casa Branca depois que uma amiga que trabalhava no Serviço Secreto a indicou à secretária de imprensa, Kayleigh McEnany. Ela compareceu à cerimônia de nomeação de Amy Coney Barrett no Roseiral da Casa Branca, um evento que mais tarde serviu como o início do surto de COVID-19 na Casa Branca; Leavitt posteriormente testou positivo para o vírus. Em janeiro de 2021, semanas antes de Donald Trump deixar o cargo, ela se tornou diretora de comunicações da representante de Nova York, Elise Stefanik.

### Campanha para o Congresso dos EUA em Nova Hampshire (2021–2022)
Em 19 de julho de 2021, Leavitt anunciou sua intenção de concorrer à Câmara dos Representantes dos Estados Unidos pelo primeiro distrito congressional de Nova Hampshire como republicana, em uma entrevista à WMUR. Ela afirmou que foi incentivada a concorrer depois que o presidente Joe Biden reverteu muitas das políticas promulgadas por seu antecessor, Donald Trump, e depois que o Twitter suspendeu erroneamente sua conta enquanto ela trabalhava para Stefanik. Em três dias, sua campanha arrecadou US$ 100.000. A campanha de Leavitt aproveitou amplamente sua experiência no governo Trump, pois ela buscava ser vista como a candidata mais pró-Trump nas primárias republicanas. Ela se candidatou oficialmente em junho de 2022. As pesquisas de agosto colocaram Leavitt em segundo lugar, atrás de Matt Mowers, o candidato republicano na eleição para a Câmara dos Representantes em 2020.
Antes das primárias, Leavitt criticou Mowers por ser insuficientemente pró-Trump, inclusive observando que ele era ex-assessor do ex-governador de Nova Jersey, Chris Christie. A dicotomia nas estratégias de Leavitt e Mowers expôs uma divisão no Partido Republicano; Leavitt recebeu o apoio do senador texano Ted Cruz e dos representantes Lauren Boebert, Jim Jordan e Stefanik, em uma demonstração de apoio de legisladores de direita. Ela concluiu sua campanha com um tiroteio em um clube de caça e pesca. Leavitt venceu as primárias republicanas em setembro, em uma vitória inesperada contra Mowers. Ela foi derrotada pelo titular democrata Chris Pappas.
Em 2022, Leavitt enfrentou uma queixa da Comissão Eleitoral Federal, apresentada pela End Citizens United, alegando que a campanha e o tesoureiro de Leavitt aceitaram ilegalmente doações de campanha acima do limite legal e nunca reembolsaram seus doadores. Em janeiro de 2025, Leavitt revelou, em 17 documentos de campanha retificados, US$ 326.370 em dívidas de campanha não pagas, que ela não havia declarado por vários anos. Aproximadamente US$ 200.000 da dívida eram compostos por doações ilícitas de campanha feitas acima dos limites de financiamento de campanha, que ela nunca pagou, em violação às leis de financiamento de campanha.

### Trabalho pós-eleitoral (2023–2025)
Após perder para Pappas, Leavitt começou a trabalhar para a MAGA Inc., o super PAC de Trump. Ela foi destaque em um vídeo produzido para o Projeto 2025, treinando indicados políticos sobre como combater a burocracia federal. Leavitt começou a trabalhar para a campanha presidencial de Trump em 2024 em janeiro de 2024 como sua secretária de imprensa nacional. Em dezembro de 2023, Leavitt ficou noiva de Nicholas Riccio, que lutava contra a pobreza e a falta de moradia antes de se tornar um incorporador imobiliário e era 32 anos mais velho que ela. Eles se conheceram em um restaurante durante a campanha de Leavitt para o Congresso. Leavitt teve um filho com Riccio e batizou o bebê em sua homenagem em julho de 2024, dias antes de Thomas Matthew Crooks tentar assassinar Trump. Chris LaCivita, cogerente da campanha, ofereceu a ela um mês de licença-maternidade; Leavitt solicitou dez dias. Ela voltou ao trabalho horas após a tentativa de assassinato. Ela se casou com Riccio em janeiro de 2025, dias antes da segunda posse de Trump.

### Secretária de Imprensa da Casa Branca (2025–presente)

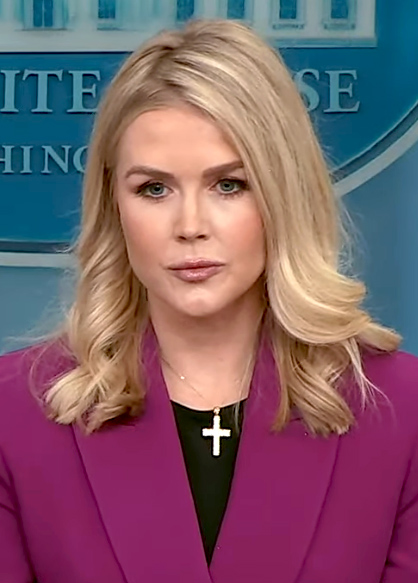
Leavitt em sua primeira coletiva de imprensa na Casa Branca, janeiro de 2025

Em 15 de novembro de 2024, o presidente eleito Donald Trump nomeou Leavitt como sua secretária de imprensa da Casa Branca. Ela é a secretária de imprensa mais jovem da história da Casa Branca. Ela recebeu um escritório menor na Ala Oeste em comparação com seus antecessores, com o escritório reservado para secretários de imprensa sendo ocupado por Taylor Budowich, vice-chefe de gabinete de comunicações e pessoal. Leavitt deu sua primeira entrevista coletiva em 28 de janeiro de 2025, iniciando o briefing buscando promover a mídia não tradicional. Durante a entrevista coletiva, ela declarou falsamente que US$ 50 milhões em dinheiro dos contribuintes haviam sido destinados ao financiamento de preservativos na Faixa de Gaza.
Seu mandato marcou uma ruptura com os precedentes, particularmente no que diz respeito ao tratamento dado à mídia tradicional. Em fevereiro, Leavitt anunciou que a Casa Branca selecionaria quem participaria do pool de imprensa presidencial. Naquele mês, ela afirmou que "novas vozes serão bem-vindas" junto com a mídia tradicional. No mês seguinte, a Axios relatou que a Casa Branca tentou mudar o mapa de assentos para repórteres, potencialmente nomeando Leavitt como presidente da Associação de Correspondentes da Casa Branca. Leavitt foi nomeado como réu em Associated Press v. Budowich (2025), um processo que começou depois que a equipe de Trump decidiu bloquear a Associated Press de certos eventos de imprensa sobre a disputa de nomenclatura entre o Golfo do México e os Estados Unidos. De acordo com o processo, Leavitt disse a Zeke Miller (o correspondente-chefe da Associated Press na Casa Branca) que a organização seria impedida de acessar certas áreas da Casa Branca, a menos que se referisse ao Golfo do México como o "Golfo da América".

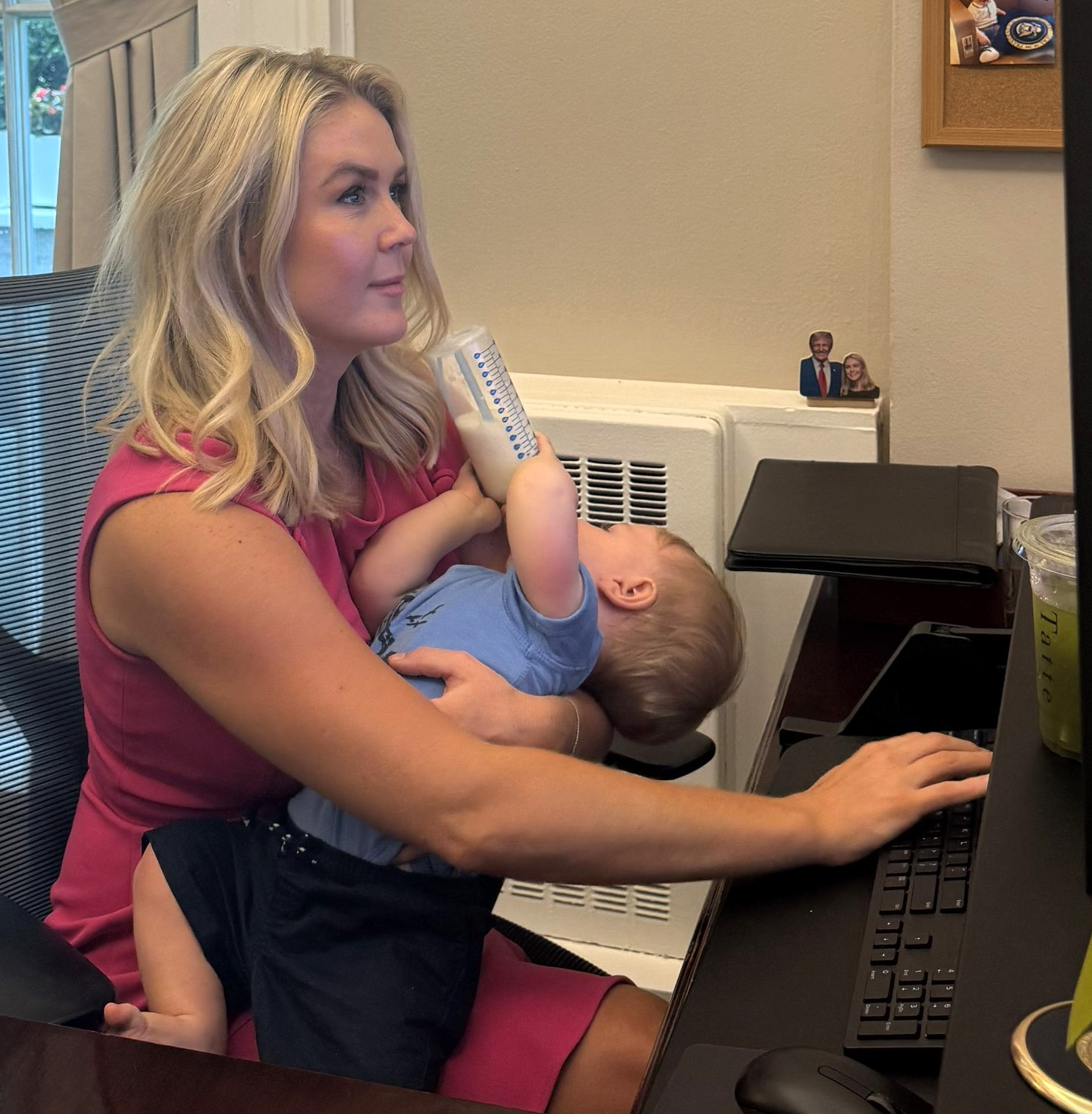
Leavitt segura o filho enquanto digita, Casa Branca, maio de 2025.

Uma fotografia de maio de 2025 de Leavitt alimentando seu filho enquanto trabalhava atraiu atenção internacional. Como secretária de imprensa da Casa Branca sob o presidente Trump em 2025, Leavitt facilitou o acesso da mídia durante eventos diplomáticos importantes. Na assinatura do acordo de paz Congo-Ruanda, ela apresentou a jornalista angolana Hariana Verás ao público presente no Salão Oval. Verás fez uma declaração diante das câmeras elogiando o governo Trump por alcançar o acordo de paz, o que gerou elogios públicos de Trump, um momento que posteriormente viralizou.

## Posições políticas
A campanha de Leavitt para o primeiro distrito congressional de Nova Hampshire concentrou-se na redução de impostos e na flexibilização de regulamentações para apoiar pequenas empresas, desafiando a teoria racial crítica em escolas públicas e a "doutrinação", apoiando a liberdade de escolha escolar, aumentando os requisitos para o voto e financiando a polícia. Ela também apoiou as políticas de imigração de Donald Trump e se opôs à obrigatoriedade de vacinação. Leavitt é defensora da revogação da Seção 230 da Communications Decency Act, que concede aos provedores de serviços imunidade de responsabilidade por conteúdo de terceiros gerado por usuários.
Leavitt afirmou falsamente que Trump é o vencedor legítimo da eleição presidencial de 2020 e que "irregularidades e caos" ocorreram como resultado de precauções enganosas contra a pandemia de COVID-19, mas que Joe Biden foi certificado na contagem de votos do Colégio Eleitoral. Ela denunciou o ataque ao Capitólio em 6 de janeiro, embora não acredite que Trump o tenha incitado. De acordo com o The Washington Post em março de 2025, Leavitt acreditava secretamente que Trump havia perdido a eleição. Tweets postados por Leavitt após o ataque elogiaram o vice-presidente Mike Pence, que se recusou a certificar os eleitores falsos fornecidos por Trump, e Eugene Goodman, um policial do Capitólio que levou os manifestantes para longe da câmara do Senado.

## External links
- Karoline Leavitt no Twitter